# The Flying Fleet
The Flying Fleet is een Amerikaanse stomme film uit 1929 onder regie van George W. Hill. Destijds werd de film in Nederland uitgebracht onder de titel De luchtvloot.

## Verhaal
Tommy en Steve zijn twee kameraden die zojuist zijn opgeleid tot mariniers. Er ontstaat rivaliteit als ze hun zinnen zetten op hetzelfde meisje. Tijdens een vlucht naar Honolulu stort hun vliegtuig neer en belanden de twee mannen in het water. Ze vinden afgebroken stukken van het vliegtuig om op te drijven en realiseren zich dat er niets anders op zit dan geduldig wachten totdat er hulp komt.

## Rolverdeling
| Acteur           | Personage        |
| ---------------- | ---------------- |
| Ramón Novarro    | Tommy Winslow    |
| Ralph Graves     | Steve Randall    |
| Anita Page       | Anita Hastings   |
| Claire McDowell  | Mevrouw Hastings |
| Edward J. Nugent | Dizzy            |

## Achtergrond
De geluidsfilm had destijds al zijn intrede gemaakt, maar men had nog niet genoeg verstand van dit medium om een film volledig in geluid te maken. The Flying Fleet had wel speciale geluidsopnames voor de muzikale nummers, maar er zijn geen dialogen in te horen. Het was voor regisseur George W. Hill zijn eerste aanvaring met het nieuwe filmmedium. De geschikte actrice zoeken voor de vrouwelijke hoofdrol ging niet zonder conflicten. Anita Page kwam in aanmerking, maar de producent was van mening dat zij te lang was en vond Josephine Dunn de geschikte kandidaat. Hoofdrolspeler Ramón Novarro overtuigde hem toch Page te kiezen.
De opnames begonnen op 2 augustus en duurden tot en met 29 september 1928. Het werd deels opgenomen in San Diego, waar Novarro en Page voor het eerst met elkaar uit begonnen te gaan. Novarro was homoseksueel, maar wist dat collega-filmacteur William Haines ook onder druk werd gezet met het verbergen van zijn seksualiteit. Hij was dol op Page en deed uiteindelijk een huwelijksaanzoek, maar zij nam dit niet serieus. Page zei in een later interview dat ze werken met Novarro een geweldige ervaring vond. De film zelf werd geen groot succes en dat was volgens menig bron te wijten aan het feit dat het als stomme film werd uitgebracht in een tijd dat de geluidsfilm begon te overheersen.